# Casas Altas
Casas Altas là một đô thị ở comarca Rincón de Ademuz cộng đồng Valencia, Tây Ban Nha. Đô thị này có diện tích 15,95 km², dân số thời điểm năm 2006 là 164 người.